# Chersomorpha biocellana
Chersomorpha biocellana es una especie de polilla de la familia Tortricidae. Fue descrito por primera vez en 1863 por Francis Walker

## Distribución
Se ubica en Papúa Nueva Guinea y en Borneo.